# Breunfeld
Breunfeld ist ein Ortsteil von Nümbrecht im Oberbergischen Kreis im südlichen Nordrhein-Westfalen innerhalb des Regierungsbezirks Köln.

## Lage und Beschreibung
Der Ort liegt in Luftlinie rund 2,15 Kilometer nordöstlich vom Ortszentrum von Nümbrecht entfernt.

## Geschichte

### Erstnennung
1447 wurde der Ort das erste Mal in einer „Rechnung des Rentmeisters Joh. van Flamersfelt“ urkundlich erwähnt. Die Schreibweise der Erstnennung war Brünfelt.

## Wirtschaft und Industrie
In Breunfeld liegt eines der Gewerbegebiete der Gemeinde Nümbrecht, dort haben sich verschiedene Unternehmen niedergelassen, beispielsweise Wolfram Berge GmbH u. Co. KG (Delikatessen).

## Bus und Bahnverbindungen

### Linienbus
Haltestelle: Niederbreunfeld
- 312 Waldbröl–Nümbrecht–Homburg/Bröl–Bielstein–Ründeroth (OVAG, Werktagsverkehr, bedingter Samstagsverkehr)

## Persönlichkeiten
- Rosa Gilissen-Vanmarcke, Bildhauerin, lebte in Breunfeld
- Hans Erwin Schäfer, Schriftsteller, lebt in Breunfeld